# Караџићево
Караџићево је насељено мјесто у саставу општине Маркушица, Република Хрватска.

## Историја
Насеље је раније било у саставу некадашње општине Винковци.

## Други светски рат
Пре Другог светског рата село се звало Крижевци.
У селу Крижевцу, срез вуковарски, у коме је живело око 700 Срба колониста, морали су сви да напусте своје домове у року од једног часа. Натоварени су у вагоне и одвезени у Босну, а одатле пребачени преко Дрине у Бадовинце у Србију и испраћени речима „Идите псине преко Дрине“.

## Становништво
На попису становништва 2011. године, Караџићево је имало 194 становника.
| Националност       | 1991. | 1981. | 1971. | 1961. |
| Срби               | 342   | 343   |       |       |
| Југословени        | 6     | 37    |       |       |
| Хрвати             | 60    | 12    |       |       |
| остали и непознато | 3     | 3     |       |       |
| Укупно             | 411   | 395   | 521   | '     |

| Демографија | Демографија | Демографија |
| Година      | Становника  | Становника  |
| ----------- | ----------- | ----------- |
| 1961.       | 589         |             |
| 1971.       | 521         |             |
| 1981.       | 395         |             |
| 1991.       | 411         |             |
| 2001.       | 239         |             |
| 2011.       |             | 194         |

## Попис 1991.
На попису становништва 1991. године, насељено место Караџићево је имало 411 становника, следећег националног састава:
| Попис 1991.‍ | Попис 1991.‍ | Попис 1991.‍ | Попис 1991.‍ | Попис 1991.‍ |
| ----------- | ----------- | ----------- | ----------- | ----------- |
|             |             |             |             |             |
| Срби        | Срби        |             | 342         | 83,21%      |
| Хрвати      | Хрвати      |             | 60          | 14,59%      |
| Југословени | Југословени |             | 6           | 1,45%       |
| Црногорци   | Црногорци   |             | 1           | 0,24%       |
| непознато   | непознато   |             | 2           | 0,48%       |
| укупно: 411 |             |             |             |             |